# Liste der Kulturdenkmäler in Schauenburg
Die folgende Liste enthält die in der Denkmaltopographie ausgewiesenen Kulturdenkmäler auf dem Gebiet  der Gemeinde Schauenburg, Landkreis Kassel, Hessen.
Hinweis: Die Reihenfolge der Denkmäler in dieser Liste orientiert sich zunächst an Ortsteilen und anschließend der Anschrift, alternativ ist sie auch nach der Bezeichnung oder der Bauzeit sortierbar.
Kulturdenkmäler werden fortlaufend im Denkmalverzeichnis des Landes Hessen durch das Landesamt für Denkmalpflege Hessen auf Basis des Hessischen Denkmalschutzgesetzes (HDSchG) geführt. Die Schutzwürdigkeit eines Kulturdenkmals hängt nicht von der Eintragung in das Denkmalverzeichnis des Landes Hessen oder der Veröffentlichung in der Denkmaltopographie ab.

Die Kulturdenkmäler der Gemeinde Schauenburg sind in eigenen Listen der Ortsteile enthalten:
- Liste der Kulturdenkmäler in Breitenbach (Schauenburg)
- Liste der Kulturdenkmäler in Elgershausen
- Liste der Kulturdenkmäler in Elmshagen
- Liste der Kulturdenkmäler in Hoof (Schauenburg)
- Liste der Kulturdenkmäler in Martinhagen